# Igreja de Nossa Senhora d'Ajuda e Bonsucesso
A Igreja de Nossa Senhora D'Ajuda e Bonsucesso é uma igreja católica localizada na cidade de Ilhabela, no estado de São Paulo, Brasil. Foi construída entre 1697 e 1718 e é uma das construções mais antigas da ilha.

## Arquitetura

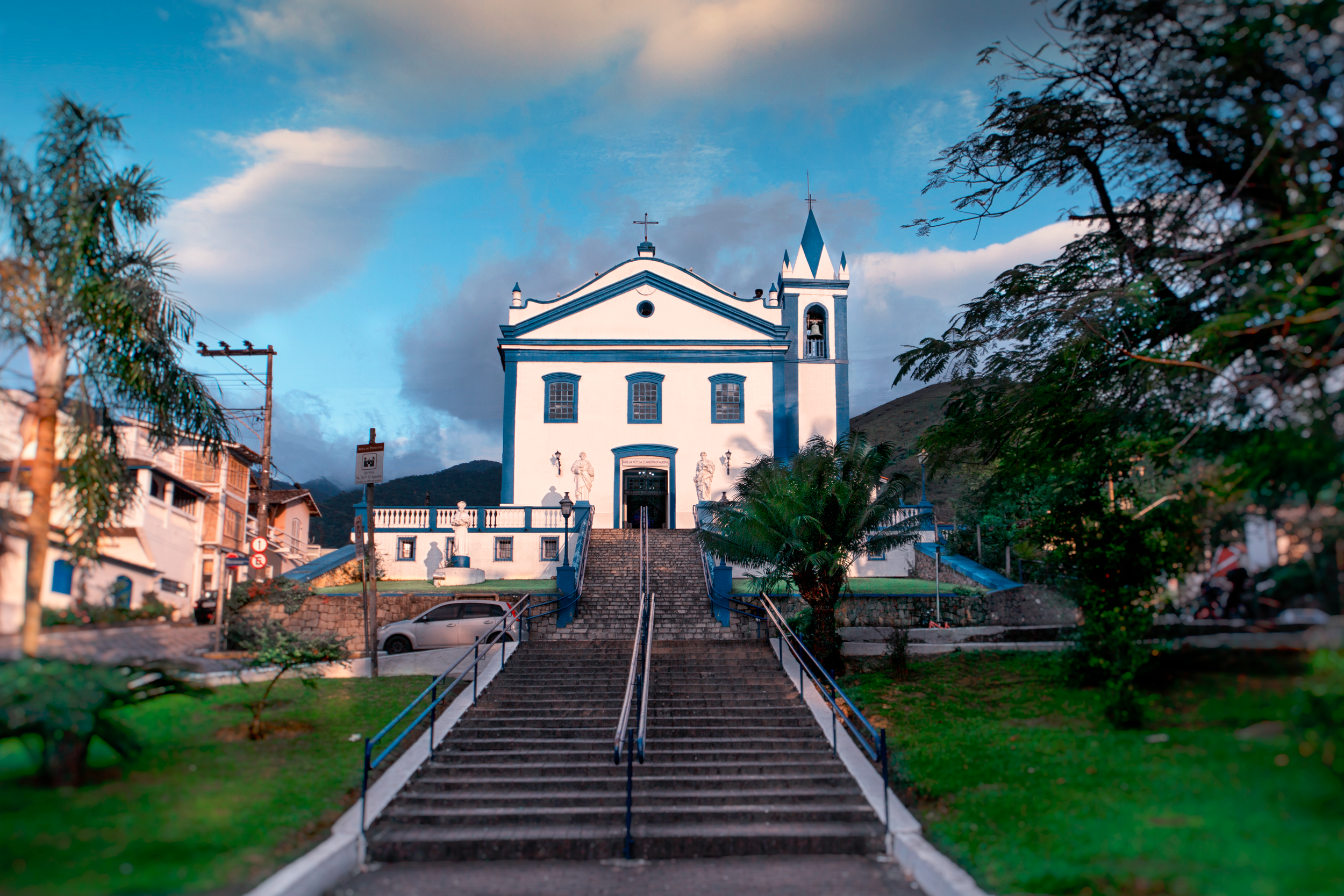
Visão da igreja do ponto de vista da parte inferior da escadaria.

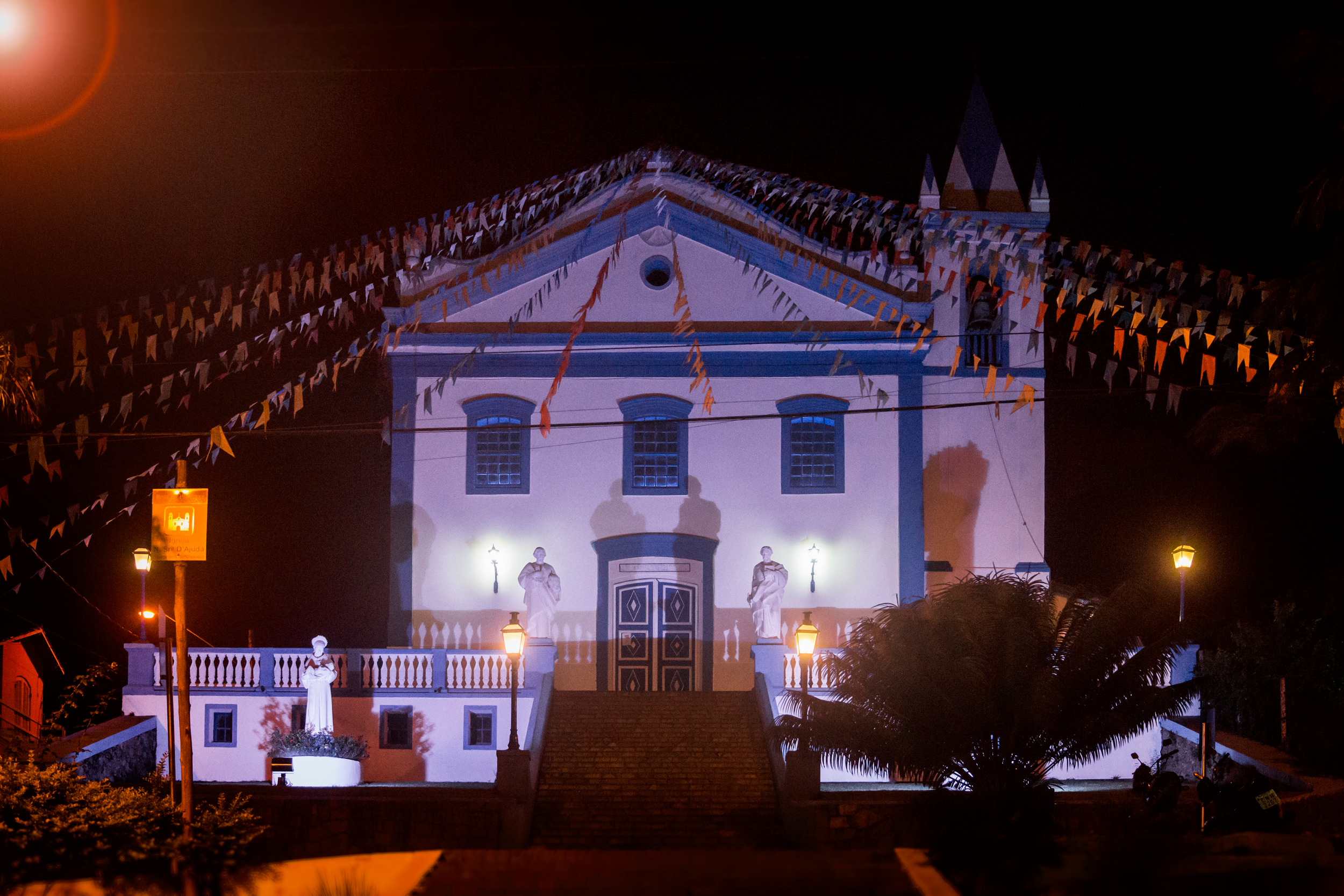
Vista noturna da igreja.

De arquitetura do período colonial, a igreja se ergue sobre o Morro do Baepi. O adro da igreja é alcançado por uma larga e ampla escadaria de 35 degraus, que é ladeada por 4 esculturas de São Sebastião, São Benedito, São Pedro e São Paulo.
O edifício tem 40 metros de comprimento e 10 metros de largura. O piso é de mármore espanhol e o forro do teto apresenta uma iamgem de 5 metros de diâmetro de Nossa Senhora da Ajuda.
A fachada principal exibe um frontão triangular encimando as três janelas do coro em vergas de arco batido. O retábulo-mor em cedro, foi confeccionado em 1848 e pertenceu à Matriz de São Bernardo do Campo. Os altares laterais são de estilo neoclássico.